# Collegio plurinominale Veneto 2 - 02 (2020)
Il collegio elettorale plurinominale Veneto 2 - 02 è un collegio elettorale plurinominale della Repubblica italiana per l'elezione della Camera dei deputati.

## Territorio
Come previsto dalla legge n. 51 del 27 maggio 2019, il collegio è stato definito tramite decreto legislativo all'interno della circoscrizione Veneto 2.
Il collegio comprende la zona definita dai due collegi uninominali Veneto 2 - 04 (Bassano del Grappa) e Veneto 2 - 05 (Vicenza) quindi tutta la provincia di Vicenza.

## XIX legislatura

### Risultati elettorali
|                               | Fratelli d'Italia                                       | 146 285 | 32,46 | 1 | 256 337 | 56,87 | 2 |  |  |
|                               | Lega per Salvini Premier                                | 73 017  | 16,20 | 1 | 256 337 | 56,87 | 2 |  |  |
|                               | Forza Italia                                            | 29 262  | 6,49  | – | 256 337 | 56,87 | 2 |  |  |
|                               | Noi Moderati                                            | 7 773   | 1,72  | – | 256 337 | 56,87 | 2 |  |  |
|                               | Partito Democratico - Italia Democratica e Progressista | 69 384  | 15,39 | 1 | 99 749  | 22,13 | – |  |  |
|                               | Alleanza Verdi e Sinistra                               | 15 280  | 3,39  | 1 | 99 749  | 22,13 | – |  |  |
|                               | +Europa                                                 | 13 681  | 3,04  | – | 99 749  | 22,13 | – |  |  |
|                               | Impegno Civico – Centro Democratico                     | 1 404   | 0,31  | – | 99 749  | 22,13 | – |  |  |
|                               | Azione - Italia Viva                                    | 40 062  | 8,89  | 1 | 40 062  | 8,89  | – |  |  |
|                               | Movimento 5 Stelle                                      | 23 427  | 5,20  | – | 23 427  | 5,20  | – |  |  |
|                               | Italexit                                                | 12 207  | 2,71  | – | 12 207  | 2,71  | – |  |  |
|                               | Vita                                                    | 9 615   | 2,13  | – | 9 615   | 2,13  | – |  |  |
|                               | Italia Sovrana e Popolare                               | 4 878   | 1,08  | – | 4 878   | 1,08  | – |  |  |
|                               | Unione Popolare                                         | 4 454   | 0,99  | – | 4 454   | 0,99  | – |  |  |
| Totale                        | Totale                                                  | 450 729 | 100   | 5 | 450 729 | 100   | 2 |  |  |
|                               |                                                         |         |       |   |         |       |   |  |  |
| Voti non validi               | Voti non validi                                         | 19 071  | 4,06  |   |         |       |   |  |  |
| Votanti                       | Votanti                                                 | 469 800 | 71,54 |   |         |       |   |  |  |
| Elettori                      | Elettori                                                | 656 688 |       |   |         |       |   |  |  |
|                               |                                                         |         |       |   |         |       |   |  |  |
| Data: 25 settembre 2022       |                                                         |         |       |   |         |       |   |  |  |
| Fonte: Ministero dell'interno |                                                         |         |       |   |         |       |   |  |  |

### Eletti

#### Eletti nei collegi uninominali
Eletti nella coalizione di centro-destra (FdI - Lega - FI - NM)
| Collegio uninominale  | Eletto | Eletto                 | Partito           |
| --------------------- | ------ | ---------------------- | ----------------- |
| 4. Bassano del Grappa |        | Silvio Giovine         | Fratelli d'Italia |
| 5. Vicenza            |        | Maria Cristina Caretta | Fratelli d'Italia |

#### Eletti nella quota proporzionale
| Fratelli d'Italia | Lega                | Partito Democratico-IDP | Azione - Italia Viva | Alleanza Verdi e Sinistra |
| ----------------- | ------------------- | ----------------------- | -------------------- | ------------------------- |
|                   |                     |                         |                      |                           |
| Alessandro Urzì   | Erik Umberto Pretto | Enrico Letta            | Elena Bonetti        | Luana Zanella             |

1. ↑  Dimissionario in data 20.12.2024. Lo stesso giorno gli subentra Rosanna Filippin.